# Энфрит (король Хвикке)
Энфрит (англ. Eanfrith; умер около 674) — первый известный предположительный правитель Хвикке, одного из англосаксонских королевств. Он возможно, правил совместно со своим братом Энхером.

## Биография
О биографии Энфрита известно очень мало. Он упоминается лишь в одном документе — хронике, написанной Бедой Достопочтенным, и лишь применительно к замужеству его дочери Эфе, которая вышла замуж за короля Суссекса Этельвельха:
И королева, по имени Эфа, была крещена своим собственным именем, то есть хвиккианцы были крещены. Она была дочерью Энфрида, брата Энхера, которые оба были христианами вместе со своим народом.Беда ДостопочтенныйОригинальный текст (лат.)Porro regina, nomine Eabae, in sua, id est Huicciorum prouincia fuerat baptizata. Erat autem filia Eanfridi fratris Ænheri, qui ambo cum suo populo Christiani fuere.
Современные учёные предполагают, что его имя имеет берницское происхождение, что может означать его происхождение из Нортумбрии. Его семья, возможно, покинула Берницию в начале VII века из-за преследований со стороны Этельфрита или Эдвина; он также мог быть независимым авантюристом, захватившим Хвикке силой оружия; возможно также, что он был направлен туда в качестве наместника Пендой или же Вульфхером. Его правление должно было начаться за несколько лет до 660—661 годов, к которому относится упомянутая выше свадьба его дочери. Энфрит и его брат и соправитель Энхер, по всей видимости, были союзниками Вульфхера, поскольку он организовал свадьбу дочери Энфрита и своего верного вассала Этельвельха. Возможно, Энфрит скончался около 674 года. Его брат и соправитель Энхер ненадолго пережил его.